# A.R. Rahman
Allah Rakkha Rahman (Tamil: ஏ.ஆர்.ரஹ்மான், Hindi: ऐ.आर. रहमान, Madras (Chennai), 6 januari 1967) is een filmcomponist, multi-instrumentalist, producer en zanger uit India. In twintig jaar tijd verkocht hij wereldwijd meer dan 100 miljoen soundtracks en singles. Zijn muziek voor Slumdog Millionaire leverde hem in 2009 twee Academy Awards, een Golden Globe en een BAFTA Award op.

## Biografie
A.R. Rahman werd geboren in een Tamil-sprekend gezin. Zijn vader, R.K. Shekhar, was tevens filmcomponist en overleed toen Rahman negen jaar was.
Op elfjarige leeftijd maakte hij als keyboardist deel uit van Ilaiyaraaja's ensemble. In de jaren tachtig richtte hij popgroepen op als Roots en Nemesis Avenue. Buiten keyboards speelde Rahman ook piano, synthesizer en gitaar. Synthesizers intrigeerden hem het meest omdat ze volgens hem de "ideale combinatie vormen tussen muziek en technologie". Rahman is meertalig en spreekt onder meer Tamil, Hindi, Malayalam en Engels.
In 1987 studeerde hij af als gegradueerde in de westerse klassieke muziek. Rahman heeft ook ervaring met carnatische en Hindoestaanse muziek en de Qawwali-stijl van Nusrat Fateh Ali Khan.

### Bollywood
Rahman componeerde de muziek voor meer dan 130 Bollywood-films. Zijn eerste volwaardige compositie was Roja, een film van Mani Ratnam. De film werd een groot succes, de soundtrack haalde in 2005 "de lijst van beste soundtracks aller tijden" van het tijdschrift TIME. Rahman werd dankzij het succes erg bekend in Bollywood en groeide al snel uit tot de succesvolste componist uit India.
Van zijn film scores en soundtracks voor Bollywood-klassiekers als Bombay (1995), Dil Se... (1998) en Lagaan (2001) werden miljoenen stuks verkocht. De soundtrack van Lagaan (met de hitsingle Mitwa) was goed voor een verkoop van 3,5 miljoen stuks in India. Zijn bestverkochte soundtrack werd echter Bombay, waarvan 12 miljoen stuks werden verkocht.
In 2008 componeerde hij onder meer de muziek voor de succesvolle films Ghajini (2008) en Jodhaa Akbar (2008). De film Ghajini van A.R. Murugadoss is de meest opbrengende Bollywood-film aller tijden (twee miljard Rs).

### Internationale faam

#### Musicals
In 2002 componeerde hij de muziek voor Bombay Dreams, een musical in een productie van Andrew Lloyd Webber. De musical, waarin een jongeman uit de sloppenwijken van Bombay (Mumbai) een grote Bollywood-ster wenst te worden, werd eerst opgevoerd in Londen en twee jaar later ook op Broadway in New York. Rahman verwierf hierdoor voor het eerst bekendheid in de Verenigde Staten.
Samen met de Finse folkgroep Värttinä schreef hij de muziek voor de theaterproductie van The Lord of the Rings. Vervolgens componeerde hij de song Raga's Dance voor Vanessa-Maes album Choreography.

#### Slumdog Millionaire
Naast de vele samenwerkingen met Bollywood-regisseurs schrijft Rahman sinds 2006 ook muziek voor Britse filmprojecten. In 2007 componeerde hij samen met de Schotse componist Craig Armstrong de muziek voor Elizabeth: The Golden Age. Rahman werd echter wereldwijd bekend met zijn muziek voor Slumdog Millionaire, de grote winnaar op de 81ste uitreiking van de Academy Awards. Zijn soundtrack voor Slumdog Millionaire werd bekroond met twee Oscars: voor beste originele muziek en voor beste originele nummer met het nummer Jai Ho. Rahman was de eerste Indiase filmcomponist die een Oscar won en tevens de eerste artiest uit India die twee Oscars won.
Sinds 2003 ondernam de componist drie succesvolle wereldtournees. Hij concerteerde in Singapore, Australië, Maleisië, Dubai, het Verenigd Koninkrijk, Canada, de Verenigde Staten en India.
In 2009 componeerde Rahman de score voor de Amerikaanse komedie Couples Retreat van Peter Billingsley (met Vince Vaughn in de hoofdrol). Het was de eerste Amerikaanse film waarvoor hij de muziek schreef. In 2010 componeerde hij de muziekvoor de film 127 Hours, die voor de 83ste uitreiking van de Academy Awards genomineerd is.

## Filmografie (selectie)
| - Roja (1992) - Yodha (1992) - Uzhavan (1993) - Thiruda Thiruda (1993) - Pudhiya Mugam (1993) - Gentleman (1993) - Vandicholai Chinnaraasu (1994) - Super Police (1994) - Pudhiya Mannargal (1994) - Pavithra (1994) - May Madham (1994) - Kizhakku Cheemayile (1994) - Karuththamma (1994) - Kadhalan (1994) - Duet (1994) - Manitha Manitha (1994) - Bombay (1995) - Indira (1995) - Rangeela (1995) - Muthu (1995) - Love Birds (1996) - Indian (1996) - Kadhal Desam (1996) - Fire (1996) - Mr. Romeo (1996) - Anthimantharai (1996) - Minsaara Kanavu (1997) - Iruvar (1997) - Daud: Fun On The Run (1997) - Ratchagan (1997) - Mona Lisa (1997) - Vishwa Vidhaata (1997) - Jeans (1998) - Dil Se… (1998) - Earth (1998) - Doli Saja Ke Rakhna (1998) - En Swasa Kaatre (1999) - Jodi (1999) - Padayappa (1999) | - Taal (1999) - Takshak (1999) - Kadhalar Dhinam (1999) - Pukar (1999) - Sangamam (1999) - Mudhalvan (1999) - Taj Mahal (2000) - Alaipayuthey (2000) - Fiza (2000) (1 song) - Kandukondain Kandukondain (2000) - Rhythm (2000) - Thenali (2000) - Zubeidaa (2000) - One 2 Ka 4 (2001) - Nayak: The Real Hero (2001) - Love You Hamesha (2001) - Star (2001) - Lagaan (2001) - Parthale Paravasam (2001) - Alli Arjuna (2001) - Kannathil Muthamittal (2002) - The Legend of Bhagat Singh (2002) - Baba (2002) - Kadhal Virus (2002) - Saathiya (2002) - Udhaya (2003) - Parasuram (2003) - Boys (2003) - Enakku 20 Unakku 18 (2003) - Kangalal Kaithu Sei (2003) - Tehzeeb (2003) - Warriors of Heaven and Earth (2004) - Lakeer – Forbidden Lines (2004) - Meenaxi: A Tale of Three Cities (2004) - Aayitha Ezhuthu / Yuva (2004) - New / Nani (2004) - Dil Ne Jise Apna Kahaa (2004) - Swades (2004) - Kisna – The Warrior Poet (2004) | - Netaji Subhas Chandra Bose: The Forgotten Hero (2005) - The Rising – Ballad of Mangal Pandey (2005) - Anbe Aaruyire (2005) - Water (2005) - Rang De Basanti (2006) - Sillunu Oru Kaadhal (2006) - Varalaru – The History of the Godfather (2006) - Guru (2007) - Provoked (2007) - Sivaji: The Boss (2007) - Azhagiya Thamizh Magan (2007) - Elizabeth: The Golden Age (2007) (with Craig Armstrong) - Jodhaa Akbar (2008) - Slumdog Millionaire (2008) - Delhi-6 (2009) - Blue (2009) - Passage (2009) - Couples Retreat (2009) - Vinnaithaandi Varuvaayaa (2010) - Ye Maaya Chesave (2010) - Raavan (2010) - Raavanan (2010) - 127 Hours (2010) - Komaram Puli (2010) - Endhiran (2010) - Jhootha Hi Sahi (2010) - Rockstar (2011) - Ekk Deewana Tha (2012) - People Like Us ()2012) - Godfather (2012) - Jab Tak Hai Jaan (2012) - Kabal (2013) - Maryan (2013) - Highway (2014) - Million Dollar Arm (2014) - Kochadaiiyaan (2014) |

## Prijzen (selectie)

### MTV Awards
- 1999 – International Viewer's Choice Awards (MTV India) – Dil Se Re – Dil Se
- 2003 – MTV Asia Award for Favorite Artist India
- 2003 – Best Music Composer (Film Category) – Saathiya – Saathiya

### National Film Awards (India)
- 1993 – National Film Award for Best Music Direction – Roja
- 1997 – National Film Award for Best Music Direction – Minsaara Kanavu
- 2002 – National Film Award for Best Music Direction – Lagaan
- 2003 – National Film Award for Best Music Direction – Kannathil Muthamittal

### International Indian Film Academy Awards (IIFA) (India)
- 2000 – IIFA Best Music Direction – Taal
- 2002 – IIFA Best Music Direction – Lagaan
- 2003 – IIFA Best Music Direction – Saathiya
- 2007 – IIFA Best Music Direction – Rang De Basanti
- 2008 – IIFA Best Music Direction – Guru
- 2008 – IIFA Best Background Music – Guru
- 2008 – Outstanding contribution by an Indian in International Cinema

### Academy Awards(Verenigde Staten)
- 2009 – Academy Award nomination for Best Original Song – "O Saya" – Slumdog Millionaire
- 2009 – Academy Award for Best Original Music Score – Slumdog Millionaire
- 2009 – Academy Award for Best Original Song – "Jai Ho" – Slumdog Millionaire
- 2011 – Academy Award nomination for Best Original Song – "If I rise" – 127 Hours

### Golden Globes(Verenigde Staten)
- 2009 – Best Original Score – Slumdog Millionaire

### BAFTA Awards(VK)
- 2009 – Anthony Asquith Award for Best Film Music – Slumdog Millionaire

## Discografie

### Albums
| Album met eventuele hitnotering(en) in de Nederlandse Album Top 100 | Datum van verschijnen | Datum van binnenkomst | Hoogste positie | Aantal weken | Opmerkingen |
| ------------------------------------------------------------------- | --------------------- | --------------------- | --------------- | ------------ | ----------- |
| Slumdog Millionaire                                                 | 02-01-2009            | 07-03-2009            | 52              | 4            | Soundtrack  |

| Album met hitnotering(en) in de Vlaamse Ultratop 200 albums | Datum van verschijnen | Datum van binnenkomst | Hoogste positie | Aantal weken | Opmerkingen |
| ----------------------------------------------------------- | --------------------- | --------------------- | --------------- | ------------ | ----------- |
| Slumdog Millionaire                                         | 13-01-2009            | 21-02-2009            | 26              | 16           | Soundtrack  |

### Singles
| Single met eventuele hitnotering(en) in de Nederlandse Top 40 | Datum van verschijnen | Datum van binnenkomst | Hoogste positie | Aantal weken | Opmerkingen                                 |
| ------------------------------------------------------------- | --------------------- | --------------------- | --------------- | ------------ | ------------------------------------------- |
| Jai Ho! (You Are My Destiny)                                  | 2009                  | 11-04-2009            | tip5            | -            | met The Pussycat Dolls & Nicole Scherzinger |

| Single met hitnotering(en) in de Vlaamse Ultratop 50 | Datum van verschijnen | Datum van binnenkomst | Hoogste positie | Aantal weken | Opmerkingen                                 |
| ---------------------------------------------------- | --------------------- | --------------------- | --------------- | ------------ | ------------------------------------------- |
| Jai Ho ! (You Are My Destiny)                        | 30-03-2009            | 18-04-2009            | 3               | 17           | met The Pussycat Dolls & Nicole Scherzinger |
| Ahimsa                                               | 22-11-2019            | 30-11-2019            | tip10           | -            | + U2                                        |